# Пугливая акула
Пугливая акула (лат. Carcharhinus cautus) — один из видов рода серых акул семейства Carcharhinidae. Своё название эта акула получила из-за робкого поведения по отношению к людям. Обитает в неглубоких прибрежных водах северной Австралии, Папуа — Новая Гвинея и Соломоновых островов. Это небольшая коричневатая или сероватая акула размером 1,0—1,3 м. У неё короткая тупая морда, овальные глаза и относительно большой второй спинной плавник. Передние края плавников имеют чёрную кайму, нижняя лопасть хвостового плавника с чёрным кончиком.
Основу рациона пугливой акулы составляют мелкие костистые рыбы, кроме того, она поедает ракообразных, моллюсков и змей. Это живородящий вид акул. Время начала сезона размножения и продолжительность беременности меняются в зависимости от широты обитания. В помете от 1 до 6 акулят, самки приносят потомство ежегодно или один раз в 2 года. Безвредные пугливые акулы иногда попадают в жаберные сети и реже в тралы. Международный союз охраны природы (МСОП) оценил состояние сохранности этого вида как вызывающее наименьшие опасения.

## Таксономия
В 1945 году австралийский ихтиолог Гилберт Перси Уайтли описал пугливую акулу как подвид Galeolamna greyi cauta вида Galeolamna greyi (сейчас младший синоним тёмной акулы Carcharhinus obscurus). Латинское cauta означает «осторожная» и указывает на пугливое поведение акулы при встрече с людьми. Последующие авторы признали эту акулу отдельным видом рода Carcharhinus. Вид был описан на основе изучения образца кожи и зубов самки длиной 92 см, пойманной в Акульей бухте в Западной Австралии..
На основе морфологии Джек Гаррик в 1982 году предположил, что пугливая акула близкородственна мальгашской ночной акуле (Carcharhinus melanopterus). Леонард Компаньо в 1988 году предварительно сгруппировал эти два вида с черноносой (Carcharhinus acronotus), узкозубой (Carcharhinus brachyurus), шелковой (Carcharhinus falciformis) и кубинской ночной акулой (Carcharhinus signatus). Близкое родство пугливой акулы и мальгашской ночной акулы была подтверждено в 1992 году по результатам аллозимного анализа и в 2011 по исследованиям ядерных и митохондриальных генов.

## Описание
У пугливой акулы довольно толстое веретенообразное тело и короткая широкая округлая морда. Передний край каждой ноздри имеет сосковидный выступ. Довольно большие глаза овальной формы оснащены мигательной перепонкой. Рот без заметных борозд в углах. Имеет 25—30 верхних и 23—28 зубных рядов. Верхние зубы узкие и скошенные, с грубо зазубренными краями. Нижние зубы тоньше и прямее, зазубрины мельче. У пугливой акулы пять пар жаберных щелей средней длины.
Грудные плавники умеренно длинные, узкие и заостренные. Основание первого спинного плавника лежит на уровне задних концов грудных плавников. Первый спинной плавник большой, серповидный, с острой вершиной. Второй спинной плавник расположен напротив анального плавника, он относительно большой и высокий. Гребня между спинными плавниками нет. На хвостовом стебле перед основанием верхней лопасти хвостового плавника имеется выемка в виде полумесяца. Хвостовой плавник асимметричный, с развитой нижней и большой верхней лопастями. У кончика верхней лопасти находится вентральная выемка. Чешуйки накладываются друг на друга и несут три горизонтальных гребня (у взрослых особей — пять), оканчивающихся зубцом. Окрас сверху бронзовый, снизу белый, с белой полосой по бокам. Вдоль передних краев спинных и грудных плавников и верхней лопасти хвоста проходит тонкая чёрная линия; нижняя лопасть хвостового плавника и кончики грудных плавников тоже бывают чёрного цвета. Средняя длина пугливой акулы составляет 1,0—1,3 м, максимальная — 1,5 м. Самки крупнее самцов.

## Ареал
Пугливая акула обитает на континентальном и островном шельфе на севере Австралии от залива Шарк-Бэй на западе до Мортон-Бэй на востоке, а также у берегов Папуа — Новой Гвинеи и Соломоновых Островов. Это один из самых распространенных акул в Дарвин-Харбор, заливе Карпентария и Шарк-Бэй. Этот вид обычно населяет мелкие прибрежные воды. Вероятно, он предпочитает мангровые болота с песчаным и илистым дном и избегает районов, сильно заросших водорослями.

## Биология и экология

### Рацион
Рацион пугливой акулы в основном состоит из мелких костистых рыб, в том числе атерины, мерлузы, губанов. Ракообразные (креветки и крабы) и моллюски (преимущественно головоногие, а также двустворчатые и брюхоногие) являются вторичными источниками питания. Известно также, что пугливые акулы иногда охотятся на полуводных змей, таких как собакоголовый уж Cerberus rynchops и Fordonia leucobalia.

### Размножение
Подобно прочим акулам рода Carcharhinus, пугливые акулы являются живородящими. Взрослые самки имеют один функционирующий яичник и две функционирующие матки. Эмбрионы изначально питаются за счет желточного мешка. Когда желточный мешок пустеет, он образует плацентарную связь, через которую эмбрион получает питательные вещества до конца беременности.
В качестве прелюдии к спариванию самец кусает самку. После спаривания самка сохраняет сперму в течение примерно четырёх недель вплоть до оплодотворения. В Дарвин-Харбор спаривание происходит с января по март, а роды — в октябре и ноябре; беременность длится от восьми до девяти месяцев. В Шарк-Бэй спаривание происходит с конца октября до начала ноября, а родов — примерно в то же время на следующий год; беременность длится 11 месяцев. Замедленный репродуктивный цикл, вероятно, объясняется тем, что в Шарк-Бэй температура воды ниже.
Самки приносят потомство в Дарвин-Харбор ежегодно, а в Шарк-Бэй — один раз в два года. В помете от одного до шести акулят, их количество не зависит от размеров самки. Новорожденные появляются на свет крупными — 35-40 см в мелководных районах, таких как бухта Херальд в Шарк-Бэй. Пугливые акулы довольно быстро растут, в Дарвин-Харбор самцы и самки становятся половозрелыми достигая длины около 84 и 91 см соответственно, а в Шарк-Бэй — 91 и 101 см соответственно. Половая зрелость наступает в возрасте четырёх лет для самцов и шести лет для самок. Максимальная продолжительность жизни составляет не менее 12 лет для самцов и 16 лет для самок.

## Взаимодействие с человеком
Робкие пугливые акулы не представляют опасности для человека. Иногда их используют в пищу. Этот вид в прибрежных водах северной Австралии случайно попадает в жаберные сети. Их также ловят креветочные траулеры. Скорее всего, австралийской популяции пугливой акулы промысловая деятельность не угрожает. Международный союз охраны природы (МСОП) в 2019 году оценил статус вида как «Вызывающий наименьшие опасения» (LC).